# Bariumklorat

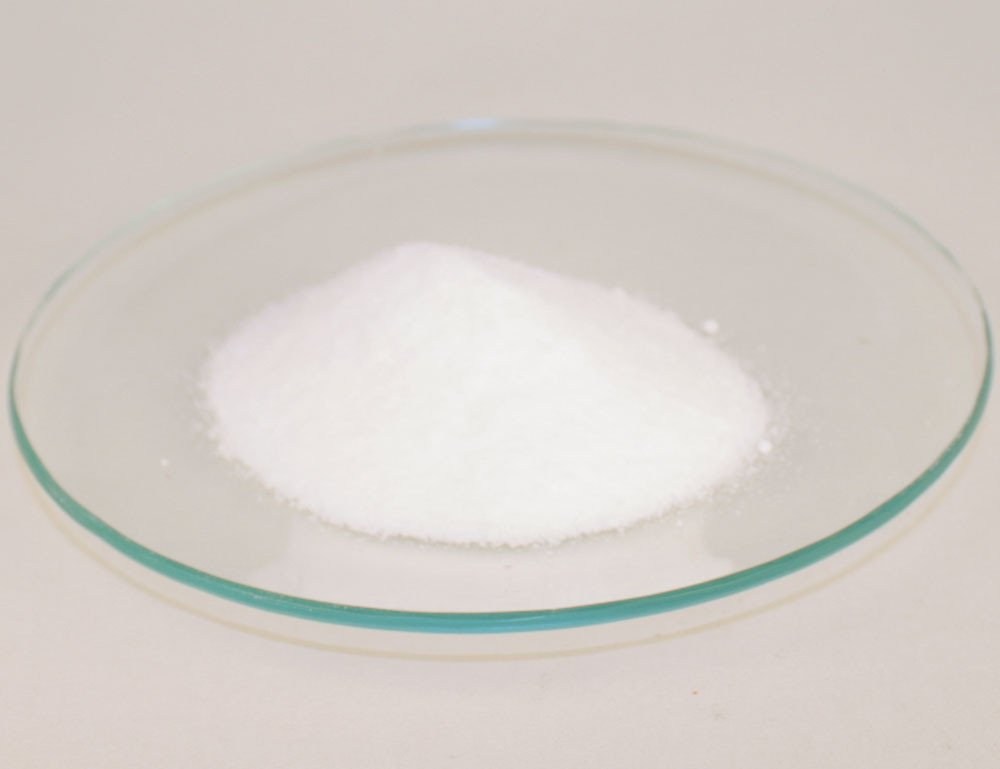

Bariumklorat (Ba(ClO3)2) är ett salt av barium och klor.
Bariumklorat bildas vid elektrolys av varm koncentrerad bariumkloridlösning. Bariumklorat används i fyrverkerier där de ger ett grönt sken.